# 浦川泰典
浦川泰典（うらかわ やすのり、1968年10月3日 - ）は、日本の実業家。学習塾「個別指導アトム（ATOM）」を運営する株式会社タイクーン創業者・同社代表取締役社長。

## 人物・経歴
1968年（昭和43年）埼玉県蕨市生まれ。東京都出身。大学卒業後、株式会社東京カレンの法人営業に従事し、1994年（平成6年）1月、知人から廃業寸前の個人塾の経営権を譲り受け、個人事業主として個別指導塾「東京学生会 家庭教師教室」をスタートさせる。1996年（平成8年）11月、「有限会社東京学生会」へ法人化し、代表取締役社長に就任。屋号を「進学個別東京学生会」に改名し、直営2校舎目を開校。2000年（平成12年）12月「株式会社タイクーン」に組織変更ののち、現在も同社の代表取締役を務める。